# Čto? Gde? Kogda?
Čto? Gde? Kogda? (in russo Что? Где? Когда??, Cosa? Dove? Quando?) è un programma televisivo prima sovietico e poi russo, in onda dal 4 settembre 1975 su Pervyj kanal, condotto fino al 2000 da Vladimir Vorošilov e dal 2001 da Boris Krjuk.

## Svolgimento
Si tratta di un gioco nel quale una squadra di sei persone esperte cerca, in un lasso di tempo, di rispondere ad indovinelli logici inviati dai telespettatori. In caso di risposta errata chi aveva proposto la domanda vince una somma in denaro e viene assegnato un punto agli spettatori. Si aggiudica la partita chi, tra la squadra di esperti e gli spettatori, raggiunge per primo i sei punti.